# Deux Nigauds vendeurs
Pour plus de détails, voir Fiche technique et Distribution.
Deux Nigauds vendeurs (titre original : Little Giant) est une comédie américaine, en noir et blanc, réalisée par William A. Seiter et sortie en 1946. Ce film met en scène le duo comique Abbott et Costello et fait partie de la série Deux Nigauds.

## Synopsis
Benny Miller, un péquenaud naïf, quitte sa campagne pour tenter sa chance à Los Angeles dans la vente. Il voit d'ailleurs une annonce pour devenir vendeur à domicile d'aspirateur. Mais lorsqu'il se présente à l'entretien d'embauche, une méprise le met dans une position qui pourrait être très préjudiciable à la société d'aspirateurs si Benny venait à porter plainte. Dès lors, pour s'assurer qu'il n'attente rien contre la société, il ne reste qu'une solution, l'embaucher comme vendeur et lui faire croire qu'il est un crack, même si c'est tout l'inverse…

## Fiche technique
- Titre : Deux Nigauds vendeurs
- Titre original : Little Giant
- Réalisation : William A. Seiter
- Scénario : Walter DeLeon, Paul Jarrico, Richard J. Collins, Charles R. Marion
- Musique : Edgar Fairchild
- Directeur de la photographie : Charles Van Enger
- Montage : Fred R. Feitshans Jr.
- Direction artistique : John B. Goodman, Martin Obzina (en)
- Décors : Russell A. Gausman, Edward Ray Robinson (en)
- Costumes : Vera West
- Production : Joe Gershenson, C.S. Productions, Universal Pictures
- Pays d'origine :  États-Unis
- Genre : Comédie
- Durée : 91 minutes
- Dates de sortie :
  - États-Unis : 22 février 1946
  - Suède : 15 avril 1946
  - Portugal : 15 août 1947
  - Danemark : 8 novembre 1948
  - France : 19 décembre 1951

## Distribution
- Bud Abbott : Eddie Morrison / T.S Chandler
- Lou Costello : Benny Miller
- Brenda Joyce : Miss Ruby Burke
- Jacqueline deWit : Hazel Temple Morrison
- George Cleveland : Clarence Gooding
- Elena Verdugo : Martha Hill
- Mary Gordon : Ma Miller
- Pierre Watkin : P.S. Van Loon
- Donald MacBride : le conducteur
- Victor Kilian : Gus Anderson
- Margaret Dumont : Mrs. Hendrickson
- George Chandler : O'Brien
- Sidney Fields (en) : un client
- Beatrice Gray (en) : Miss King
- Bert Roach : Joe
- Dorothy Christy : la femme de Jim
- Milburn Stone : voix du Professeur Watkins (non crédité)

## Récompenses et distinctions

### Nominations
- Saturn Award 2005 :
  - Saturn Award de la meilleure collection DVD (au sein du coffret The Best of Abbott and Costello, vol. 1-3)